# Letiště Houariho Boumédièna
Letiště Houariho Boumédièna (arabsky مطار هواري بومدين الدولي‎‎), též známé jako letiště Alžír, IATA: ALG, ICAO: DAAG, je mezinárodní letiště u alžírského hlavního města Alžír. Nachází se zhruba 17 kilometrů jihovýchodně od centra města a otevřeno bylo v roce 1924. Během francouzské nadvlády se letiště jmenovalo Maison Blanche, po získání nezávislosti dostalo název letiště Dar El Beïda, podle čtvrti, v níž se nachází. Od roku 1979 nese jméno někdejšího alžírského prezidenta Houariho Boumédièna.

## Historie
V červenci 1968 na letišti přistál let společnosti El Al číslo 426, unesený palestinskou teroristickou skupinou Lidová fronta pro osvobození Palestiny.